# Лакустени (Валча)
Лакустени (рум. Lăcusteni) насеље је у Румунији у округу Валча у општини Лакустени. Oпштина се налази на надморској висини од 213 m.

## Становништво
Према подацима из 2002. године у насељу је живело 278 становника, од којих су сви румунске националности.